# Цивільний кодекс Української РСР 1922 року
Цивільний кодекс Української РСР 1922 року — кодекс українського радянського цивільного права періоду НЕПу, що діяв з 1923 по 1964 рік.
Щоб забезпечити, з одного боку, закріплення за державою основних знарядь і засобів виробництва, а з іншого — в умовах НЕПу запровадити матеріальну зацікавленість суб'єктів підприємницької діяльності і надати їм більшої самостійності, протягом 1921–1922 pp. радянська влада намагалася унормувати цивільно-правові відносини. Виходять постанови та декрети уряду про кустарну і дрібну промисловість та сільську кооперацію, житловий закон, основні приватні майнові права, державні та комерційні підприємства тощо. Ними дозволяється приватне підприємництво, здавання житла в оренду, створення приватних і кооперативних промислових та торговельних підприємств, відновлюється авторське, винахідницьке та спадкове право. Але водночас із цивільного обігу вилучається право власності на нерухоме майно, якщо воно не означене цивільноправовими актами.
Підсумком нормування галузі був перший український радянський Цивільний кодекс, ухвалений ВУЦВК 16 грудня 1922 р. і введений у дію з 1 лютого 1923 р. Він був рецепцією відповідного російського кодексу (Див.: Гражданский кодекс РСФСР 1922 года).
Після прийняття Цивільного кодексу новели цивільноправових відносин, що виникли в умовах розвитку НЕПу і його поступового згортання, регулювалися постановами, положеннями та директивами ВУЦВК і РНК УСРР про державні промислові трести, про державні споруди та порядок їх використання, про авторське право тощо.
В цілому ж цивільне право 1920-х pp. спрямовувалося на нормативне забезпечення умов здійснення НЕПу в напрямі регулювання взаємин між соціалістичною державою та приватним власником.

## Структура та основні положення
Структура кодексу:
- Загальна частина
  - I. Засади

Цивільні права захищаються законом, за винятком тих випадків, коли вони здійснюються в суперечності з їх соціально-господарським призначенням.
Спори про цивільне право розв'язуються судовим порядком. Відмова від права звернення до суду недійсна.
- - II. Суб'єкти прав (особи)

З метою розвитку продуктивних сил країни УРСР надає цивільну правоздатність (здатність мати цивільні права і обов'язки) всім громадянам, не обмеженим у правах по суду.
Стать, раса, національність, віросповідання, походження не мають ніякого впливу на обсяг цивільної правоздатності.
Повноліття наступає по досягненні 18 років.
Всякі правочини, що ведуть до обмеження правоздатності або дієздатності, недійсні.
Місцем проживання визнається те місце, де особа через свою працю, постійні заняття або знаходження свого майна має постійну або переважну осілість.
Юридичними особами визнаються об'єднання осіб, установи або організації, що можуть, як такі, набувати права та майно, вступати в зобов'язання, позивати і відповідати на суді.
Приватні установи з правами юридичних осіб, а саме: лікарні, музеї, наукові заклади, публічні бібліотеки і т. д., можуть засновуватись лише з дозволу відповідних органів влади.
Існування юридичної особи може бути припинено відповідним органом державної влади, якщо вона ухиляється від передбаченої статутом чи договором мети, або коли її органи (загальні збори, правління) в своїй діяльності ухиляються в суперечну інтересам держави сторону.
- - III. Об'єкти прав (майно)

Земля становить власність держави і не може бути предметом приватного обороту. Володіння землею допускається лише на правах користування.
З скасуванням приватної власності на землю поділ майна на рухоме і нерухоме скасовано.
Націоналізовані підприємства, їх обладнання, залізниці та їх рухомий склад, націоналізовані судна, а також націоналізовані споруди є вилученими з приватного обороту та не можуть бути відчужені та закладені тими органами, у віданні яких вони перебувають, а також зверненні на задоволення кредиторів. Націоналізовані підприємства, споруди та судна можуть здаватись в оренду у встановленому законом порядку.
- - IV. Правочини

Правочини, тобто дії, направлені на встановлення, зміну або припинення цивільних правовідносин, можуть бути односторонні і взаємні (договори).
Правочини можна учиняти на словах або в письмовій формі.
Письмові правочини поділяються на: 1) звичайні, 2) засвідчені, 3) нотаріальні, тобто вчинені в нотаріальному органі та внесені в нотаріальну актову книгу.
Правочин є недійсний, коли він учинений за згодою сторін лише для вигляду і без наміру викликати юридичні наслідки.
Правочин є недійсний, коли він учинений з метою суперечною закону, або в обхід закону, а також, коли правочин направлений до очевидної шкоди для держави.
- - V. Позовна давність

Права на позови зникають зі спливом трьохлітнього строку (позовна давність), якщо в законі не встановлено інший строк давності.
Позовна давність переривається подачею позову, а також вчиненням з сторони зобов'язаної особи дій, що свідчать про визнання боргу.
- Речове право
  - I. Право власності

Розрізняється власність: а) державна (націоналізована і муніципалізована); б) кооперативна; в) приватна.
Земля, надра, ліси, води і залізниці загального користування, їх рухомий склад та літальні апарати можуть бути виключно власністю держави.
Предмет приватної власності можуть становити: ненаціоналізовані будівлі, підприємства торгові, підприємства промислові, що мають найманих робітників не вище передбаченої особливими законами кількості; знаряддя та засоби виробництва, гроші, цінні папери та інші цінності, в тому числі золота і срібна монета та іноземна валюта; предмети хатнього вжитку, господарства та особистого споживання, товари, які продавати законом не заборонено, і всяке не вилучене з приватного обороту майно.
Власник у межах, встановлених законом, має право володіти, користуватись і розпоряджатись майном.
Власник має право відшукувати своє майно з чужого беззаконного володіння і вимагати від недобросовісного володільця повернення всіх прибутків, які він дістав і повинен був дістати за весь час володіння; від добросовісного ж володільця — всіх прибутків, які він дістав і повинен був дістати з часу, коли він дізнався або повинен був дізнатися про неправомірність володіння або дістав повістку в справі позову власника про повернення майна. Володілець, в свою чергу, має право вимагати від власника відшкодування зроблених ним необхідних витрат на майно з того часу, з якого саме власникові належать прибутки з майна.
Власник має право вимагати усунення всяких порушень його прав, коли б навіть вони не були поєднані з позбавленням володіння.
Колишні власники, майно яких було експропрійоване на підставі революційного права або взагалі перейшло у володіння трудящих до 24 серпня 1922 р., не мають права вимагати повернення цього майна.
Право власності може належати двом або декільком особам спільно, частками (спільна власність).
Право власника на річ переходить на підставі договору, що укладається між відчужувачем і набувачем.
- - II. Право забудови
  - III. Застава майна

В силу застави кредитор (заставодержець) має право у випадку невиконання боржником забезпеченої заставою вимоги одержати переважно перед іншими кредиторами задоволення з вартості заставленого майна.
Заставою може забезпечуватись лише дійсна вимога.
Застава виникає в силу договору або спеціальної вказівки закону.
Договір застави повинно укладати в письмовій формі.
Заставне право в передбачених ст. 92 випадках виникає щодо речей, визначених родовими ознаками, з моменту передачі або опечатання, щождо речей індивідуально визначених — з моменту укладення договору.
Застава забезпечує вимогу в тому її обсягу, в якому вона існує на момент фактичного задоволення, зокрема, проценти, відшкодування збитків, заподіяних прогаянням виконання, в належних випадках — неустойку, а також відшкодування витрат по стягненню.
Застава припиняється: 1) припиненням забезпеченої заставою вимоги, 2) продажем заставленого майна з прилюдних торгів.
- Право зобов'язань
  - I. Засади

Зобов'язання виникають з договорів і з інших у законі зазначених підстав, зокрема, внаслідок безпідставного збагачення і внаслідок заподіяння іншій особі шкоди.
В силу зобов'язання одна особа (кредитор) має право вимагати від іншої (боржника) певної дії, зокрема — передачі речей або виплати грошей чи стримання від дії.
Коли на борг, згідно з законом або договором, повинні нараховуватися проценти, розміру яких не зазначено, вони (узаконені проценти) нараховуються в розмірі 6% річних з суми боргу, вираженої в золотих карбованцях за офіціальним курсом.
Зобов'язання припиняється цілком або частково: а) виконанням його; б) зарахуванням зустрічної однорідної вимоги, строк якої настав; в) поєднанням боржника і кредитора в одній особі з тим, що при їх роз'єднанні зобов'язання знову поновлюється; г) угодою сторін, зокрема, укладанням нового договору, що повинен замінити попередній; д) неможливістю виконання, за яку боржник не відповідає.
- - II. Зобов'язання, які виникають з договорів

Договір вважається укладеним, коли сторони виразили один одному ― в відповідних випадків у встановленій законом формі ― згоди в усіх істотних його пунктах. За істотні в усякому разі вважаються: об'єкт договору, ціна, строк та всі ті пункти, відносно яких, на попередню заяву однієї з сторін, треба дійти згоди.
Пропозиція, зроблена по телефону, визнається пропозицією присутньому.
Договір на суму понад 500 карбованців золотом повинен бути укладений в письмовій формі, за винятком випадків, окремо передбачених законом.
Договір про безплатну передачу майна (дарування) на суму понад 10000 карбованців золотом недійсний.
Даруванню на суму понад 1000 карбованців золотом повинно бути, під страхом недійсності, надано нотаріальну форму.
Неустойкою визнається грошова сума або інша майнова цінність, яку один контрагент зобов'язується у випадку невиконання або неналежного виконання ним договору, доставити іншому контрагентові.
- - III. Наймання майна

По договору про наймання майна одна сторона (наймодавець) зобов'язується надати іншій (наймачеві) майно за певну винагороду для тимчасового користування.
Строк наймання не повинен перевищувати 12 років. Після закінчення умовленого договором строку наймання цей строк можна продовжити, уклавши новий договір. При фактичному продовженні користування найманим майном з мовчазної згоди наймодавця договір вважається поновленим на невизначений строк.
Наймач зобов'язаний робити за свій рахунок поточний ремонт найнятого майна, оскільки інше не встановлено в законі або в договорі.
Найомна плата може виражатися: а) у вчиненні визначених строкових виплат — грішми або натурою; б) у відрахуванні обумовленої частки продуктів, виробів, корисної площі приміщень або грошового прибутку; в) у виконанні певних послуг; г) у поєднанні зазначених форм оплати.
Наймач має право на судовий захист проти всякого порушника його володіння, в тому числі і проти власника.
Коли наймач зробив чи допустив погіршення або знецінення найнятого майна, він повинен відшкодувати наймодавцеві вчинені ним збитки. Наймач відповідає за шкоду, завдану найнятому майну його домашніми, службовцями або робітниками.
- - IV. Купівля-продаж

За договором купівлі-продажу одна сторона (продавець) зобов'язується передати майно у власність другій стороні (покупцеві), а покупець зобов'язується прийняти це майно і виплатити умовлену ціну.
Предметом купівлі-продажу може бути всяке майно, не вилучене з цивільного обороту.
Право продажу майна, крім випадків продажу з прилюдних торгів, належить власникові.
Купівля-продаж за готівку може бути зроблена усно без обмеження суми.
У випадку, коли від покупця відсудять продане майно, продавець повинен відшкодувати покупцеві всі збитки.
Покупець, що викрив дефекти в проданому майні і вчасно про це заявив, має право вимагати: або 1) доставки речей належної якості, коли продано речі, визначені родовими ознаками, або 2) відповідного зменшення покупної ціни, або 3) розірвання договору і відшкодування йому всіх збитків.
- - V. Міна
  - VI. Позика

За договором позики одна сторона (позичкодавець) передає у власність другій стороні (позичальникові) гроші чи визначені родовими ознаками речі, а позичальник зобов'язується повернути позичкодавцеві одержану суму грошей або рівну позиченій кількість речей того ж роду і якості з процентами або без процентів.
Державному банку надається право брати на вклади і поточні рахунки золото і срібло монетою та зливками і іноземну валюту з умовою повернення тим самим металом або валютою, але з виплатою процентів радянськими грошовими знаками.
Договір позики на суму понад 50 золотих карбованців треба укладати в письмовій формі під страхом наслідків, передбачених у примітці до ст. 136.
Позичкодавець може вимагати проценти на позику лише тоді, коли вони визначені в договорі.
Позичальник має право заперечувати дійсність договору позики повністю або частково по її безгрошовості (безвалютності), доводячи, що гроші, речі або їх майновий еквівалент (ст. 209) в дійсності він або зовсім не одержав від позичкодавця, або одержав у кількості, меншій проти визначеної в договорі.
- - VII. Підряд

За договором підряду одна сторона (підрядчик) зобов'язується на свій риск виконати певну роботу за завданням другої сторони (замовника), остання ж зобов'язується дати винагороду за виконання завдання.
При відсутності іншої угоди підрядчик повинен виконувати роботу своїм коштом.
Риск випадкової загибелі матеріалів до здачі роботи несе сторона, що доставила матеріал. Коли загибель сталася внаслідок умислу або недогляду другої сторони, остання відповідає за збитки.
Підрядчик, що провадить роботу з свого матеріалу, відповідає за його доброякісність.
- - VIII. Порука

Порука припиняється з припиненням головного зобов'язання.
Особи, що одночасно і разом поручилися, відповідають як солідарні боржники.
За договором поруки поручитель зобов'язується перед кредитором третьої особи відповідати за виконання нею її зобов'язання в повному обсягу або в частині.
Примітка. Рекомендація або довідка про платоспроможність боржника без точно висловленого наміру зобов'язатись поряд з ним не визнається порукою.
Порукою може забезпечуватись лише дійсна вимога.
- - IX.
    - А. Доручення

За договором доручення одна сторона (довірений) зобов'язується виконувати за рахунок і від імені другої сторони (довірителя) доручені йому останнім дії.
Довіритель повинен виплатити довіреному винагороду лише в тому випадку, коли вона визначена договором або затвердженими законним порядком таксами.
Доручення керувати торговим або промисловим підприємством зберігає чинність і по смерті довірителя, доки не буде скасовано його правонаступником.
- -     - Б. Довіреність

Для виконання від імені довірителя дій, що повинні безпосередньо встановлювати права і обов'язки довірителя, довірений повинен мати письмову довіреність або уповноваження.
Дії довіреного утворюють для довірителя безпосередні права і обов'язки, коли вони вчинені згідно з довіреністю або коли їх згодом схвалив довіритель.
Довіреність може бути видана на строк, не більший трьох років. Якщо строк у довіреності не зазначений, вона зберігає чинність протягом одного року з дня її видачі.
- - X. Товариства
    - 1. Просте товариство

За договором товариства двоє або кілька осіб зобов'язуються одна перед однією об'єднати свої вклади і разом діяти для досягнення спільної господарської мети.
Вклади окремих товаришів можуть бути різного роду і вартості. Припускається, що вклади всіх товаришів однакові, коли договором не визначено інше.
Вкладом визнається все, що кожний товариш вкладає до спільної справи, чи будуть то гроші, інше майно, чи послуги.
- -     - 2. Повне товариство

Повним визнається товариство, всі учасники якого (товариші) провадять торгівлю або промисел під спільною фірмою і за зобов'язання товариства відповідають усім своїм майном, як солідарні боржники. Фірма товариства повинна містити вказівки прізвищ учасників та встановлюється в договорі товариства.
- -     - 3. Товариство на віру

Товариством на віру визнається товариство, засноване для ведення під спільною фірмою торгівлі чи промислу і складається з одного або декількох учасників, що відповідають перед кредиторами товариства всім своїм майном (необмежено відповідальні товариші), і одного або декількох учасників, відповідальність яких обмежується їх вкладами в товариство (вкладники).
- -     - 4. Товариство з обмеженою відповідальністюДив. також: Товариство з обмеженою відповідальністю#Історичний нарис правового регулювання ТОВ
    - 5. Акціонерне (пайове) товариство

Акціонерним (або пайовим) визнається товариство (общество), яке засновується під особливим найменуванням або фірмою з основним капіталом, розподіленим на певне число рівних частин (акцій) і за зобов'язання якого відповідає лише майно товариства.
Основний капітал не може бути нижче 100000 золотих карбованців. Ціна акції не може бути нижче 100 золотих карбованців.
Акції випускаються іменні. Акції на пред'явника допускаються, тільки коли це передбачено статутом.
Акціонерне товариство зобов'язане щорічно публікувати звіт і баланс по встановленій формі.
- - XI. Страхування

За договором страхування одна сторона (страхувальник) зобов'язується заплатити умовлений внесок (страхову премію), а друга сторона (страхувач) зобов'язується, в разі настання передбаченої в договорі події (страхового випадку), при майновому страхуванні відшкодувати страхувальникові або третій особі (вигодонабувачеві) понесені ним збитки в межах умовленої за договором суми (страхової суми), при особовому ж страхуванні — виплатити страхову суму.
При майновому страхуванні страхова сума не може перевищувати розміру тих прямих збитків, яких страхувальник або вигодонабувач можуть зазнати, коли настане страховий випадок (страховий інтерес). Посередні збитки можуть бути застраховані, лише оскільки це дозволяється правилами страхування.
При особовому страхуванні і при страхуванні від нещасних випадків страхова сума встановлюється за згодою при укладенні договору.
Страхувач може скористатися проти вигодонабувача всіма запереченнями, які він має проти страхувальника.
Договір страхування повинен бути укладений у письмовій формі, під страхом недійсності його.
- - XII. Зобов'язання, що виникають внаслідок безпідставного збагачення

Особа, що збагатилася коштом іншої особи без достатньої встановленої законом або договором підстави, зобов'язана повернути безпідставно одержане. Обов'язок повернення настає і тоді, коли підстава збагачення відпадає згодом.
- - XIII. Зобов'язання, що виникають внаслідок заподіяння іншому шкоди

Той, хто заподіяв шкоду особі або майну іншого, зобов'язаний відшкодувати заподіяну шкоду. Він звільняється від цього обов'язку, коли доведе, що він не міг запобігти шкоді або що був уповноважений на заподіяння шкоди, або що шкода виникла внаслідок умислу або грубої необережності самого потерпілого.
Особи і підприємства, діяльність яких сполучена з підвищеною небезпекою для навколишніх, як от: залізниці, трамваї, фабрично-заводські підприємства, торговці горючими матеріалами, держателі диких тварин, особи, що будують будівлі й інші споруди, тощо відповідають за шкоду, заподіяну джерелом підвищеної небезпеки, якщо не доведуть, що шкода виникла через непоборну силу або через умисел чи грубу недбалість самого потерпілого.
Особа недієздатна, за виключенням випадків, передбачених ст. 9, не відповідає за заподіяну нею шкоду. За неї відповідає особа, зобов'язана за нею доглядати.
У тих випадках, коли, згідно з ст. ст. 403–405, той, хто заподіяв шкоду, не зобов'язаний до її відшкодування, суд, проте, може зобов'язати його відшкодувати шкоду в залежності від його майнового стану і майнового стану потерпілого.
Установа відповідає за шкоду, заподіяну неправильними службовими діями службової особи, тільки у випадках, окремо зазначених у законі, коли при тому неправильність дій службової особи визнає належний суд або адміністративний орган. Державна установа звільняється від відповідальності, коли потерпілий вчасно не оскаржив неправильної дії. Державна установа має право, в свою чергу, зробити нарахування на службову особу в розмірі виплаченої потерпілому винагороди.
- Право спадкоємства

Допускається спадкоємство за законом і за заповітом згідно з нижченаведеними статтями в межах загальної вартості спадкового майна не більше 10000 золотих карбованців, з вирахуванням всіх боргів померлого.
Якщо загальна вартість спадщини перевищує 10000 золотих карбованців, то між державою в особі Уповнаркомфіну та його органів і приватними особами, які закликаються до спадкування за законом чи за заповітом, проводиться поділ або ліквідація спадкового майна в частині, яка перевищує граничну вартість спадщини, на користь заінтересованих органів держави.
Коло осіб, які закликаються до спадкування за обома, вказаними у ст. 416, підставами, обмежується прямими низхідними (дітьми, онуками та правнуками) та пережившою дружиною померлого, а також непрацездатними та неімущими особами, які фактично перебували на повному утриманні померлого не менше одного року до його смерті.
Спадкоємцями можуть бути лише особи, які живі на момент смерті спадкодавця, а також діти, зачаті за його життя і народжені після його смерті.
В разі неявки протягом шести місяців після вжиття заходів охорони спадкового майна, а також у випадку відмовлення спадкоємців від спадщини (за винятком випадку, передбаченого ст. 424) майно визнається виморочним і переходить у розпорядження відповідних органів держави.